# George Tyrrell
George Tyrrell (Dublino, 6 febbraio 1861 – Storrington, 15 luglio 1909) è stato un teologo irlandese, esponente del movimento modernista.

## Biografia
Educato in una famiglia anglicana, si convertì al cattolicesimo: fu battezzato nel 1879 e ordinato sacerdote nel 1891. Si oppose alla decisione del Concilio Vaticano I che decretava l'infallibilità papale, sostenendo che il papa non deve essere un «autocrate ma un portavoce dello Spirito Santo nella Chiesa», la quale è la «comunità di base» dei laici.   
Tyrrell sostenne che la maggior parte degli studi biblici e delle riflessioni devote come quelle relative alla storicità di Cristo, coinvolge elementi di autoriflessione inconscia. Criticando il teologo protestante Adolf von Harnack, scrisse che «il Cristo che Harnack intravede, guardando dietro di sé attraverso 19 secoli di tenebre cattoliche, è soltanto il volto di un protestante liberale che si riflette nel fondo di un pozzo» 
Fu condannato da papa Pio X per aver sostenuto «il diritto in ogni epoca di adattare l'espressione storico-filosofica del Cristianesimo alle convinzioni contemporanee, mettendo così fine all'inutile conflitto tra fede e scienza che era solo uno spaventapasseri teologico». 
Espulso dai Gesuiti nel 1906 e privato dei sacramenti nel 1907, morì nel 1909. Pur avendo ottenuto l'estrema unzione in punto di morte, gli si rifiutò la sepoltura religiosa e un prete che volle assistere ai suoi funerali facendosi un segno di croce sulla sua tomba fu sospeso a divinis dal vescovo di Southwark Peter Amigo

## Il pensiero

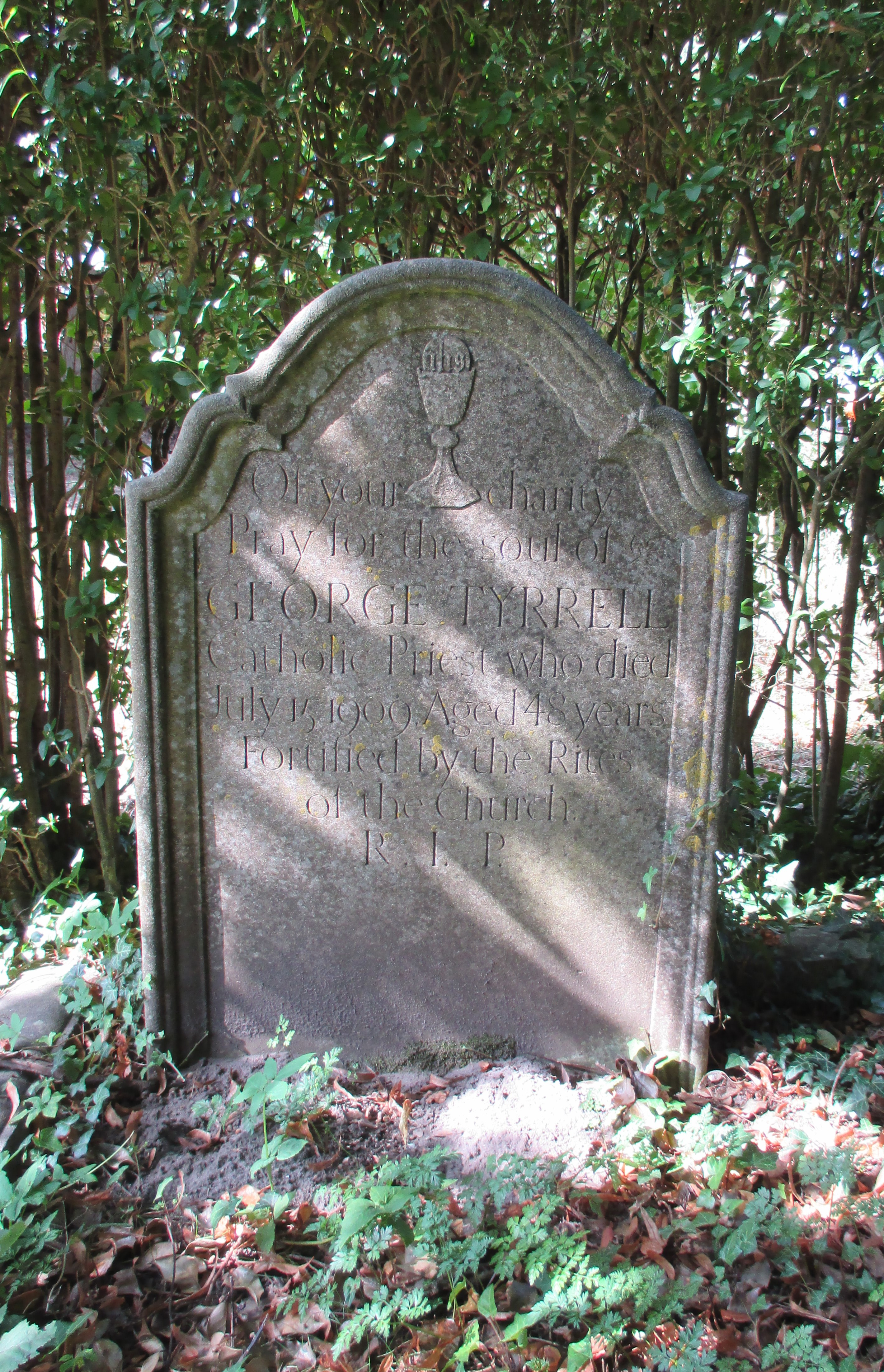
La lapide di George Tyrrell

Continuatore del pensiero di John Henry Newman, utilizzò le riflessioni di Lucien Laberthonnière, introducendovi elementi psicologici e psicoanalitici.  
Nella Lettera ad un professore di antropologia scrive di riconoscere che «la coscienziosa indagine storica intorno alle origini cristiane e intorno all'evoluzione ecclesiastica, vulnera in radice parecchi dei nostri principi fondamentali per tutto ciò che concerne i dogmi e le istituzioni. Riconosco senza esitazione che il dominio del miracolo si restringe ogni giorno di più, data la possibilità sempre più vasta di ridurne le proporzioni a cause naturali constatabili [...] 
Ma bisogna ben ricordare che cos'è nella sua essenza la fede. La fede non è l'adesione intellettuale ad un sistema di costruzione spirituale. Il cattolicesimo non è innanzitutto una teologia e meno ancora un campo sistematico di prescrizioni pratiche, sostenuto da tale teologia. Il cattolicesimo è innanzi tutto vita, e la Chiesa è un organismo spirituale, alla vitalità del quale noi partecipiamo. La teologia non rappresenta altro che un tentativo compiuto da questa intima, circolante vitalità per formulare e comprendere se stessa. Tentativo che può mancare completamente o parzialmente al suo scopo, senza che per questo ne siano diminuiti il valore o la realtà della medesima vita profonda. Per questo la fede sopravanza e supera le esigenze della teologia» 
Il primato della fede non è il primato della teologia ma quello del nostro io interiore, che accetta una verità già presente nell'inconscio. «Noi siamo oggi tutti consapevoli della differenza che sussiste fra cosciente e subcosciente Ancor più lo siamo della distinzione fra l'idea che un individuo si fa di sé e quel che realmente egli è per sé stesso: uno sconosciuto. Noi siamo abituati a distinguere da una parte, la somma di ricordi e delle idee, da fini e propositi riflessi, dalle intenzioni in cui l'individuo possiede o può possedere la consapevolezza: e d'altra parte quella massa più infinitamente considerevole di esperienze personali e ancestrali, scese nell'oblio o sfuggite alla registrazione, masse che costituiscono l'io sconosciuto ed inespresso. 
Di questo io incosciente l'io riflesso consapevole, trascritto e formulato, non è che al vertice, emergente dalle acque, di una montagna inghiottita, le cui radici scendono fino a toccare il cuore della terra. Ebbene, se questo vale per psicologia dell'individuo [...] avremmo torto ad applicarlo alla società cristiana, alla Chiesa cattolica? Non dobbiamo anche qui distinguere fra il subcosciente collettivo del popolo di Dio, e lo spirito e la volontà consapevolmente formulate da parte della Chiesa docente? Non possiamo noi nutrire una fede molto debole in questa seconda e in pari tempo nutrire una fede solidissima e incrollabile nella prima? Dopo tutto, la Chiesa non è altro che lo sviluppo di quel che fu all'origine un programma di apostolato e di proselitismo di missionari».

### Opere
- Nova et Vetera (1897)
- La Chiesa e il Futuro (1902)
- Lex Orandi, Lex Credendi (1906)
- Lettera a un Professore d'Antropologia (1906)

### Studi
- Autobiografia e biografia a cura di Maude Petre, Milano, 1915
- Daniele Rolando, Cristianesimo e religione dell'avvenire in George Tyrrell, Firenze, 1978